# Fejervarya
Fejervarya — рід земноводних підродини Dicroglossinae родини Dicroglossidae. Має 41 вид.

## Опис
Загальна довжина представників цього роду коливається від 4 до 8 см. Спостерігається статевий диморфізм: самиці більші за самців. Від інших видів відрізняються здебільшого за молекулярними філогенетичними ознаками. Голова середнього розміру, морда витягнута уперед. очі дещо витрішкуваті, із округлими зіницями. Тулуб широкий. Кінцівки переважно масивні, з трохи розвиненими перетинками. Забарвлення переважно буре, зеленувате, оливкове, коричнювате з темними плямами або світлими смужками.

## Спосіб життя
Полюбляють тропічні та субтропічні ліси, гірські місцини. Зустрічаються на висоті до 2000—2500 м над рівнем моря. Часто зустрічаються уздовж водойм. Більшість здатні перебувати у солонуватій воді, навіть у морській. Активні вночі. Живляться різними безхребетними.
Це яйцекладні земноводні.

## Розповсюдження
Мешкають від Пакистану до В'єтнаму, південного й південно-східного Китаю, Японії, а також зустрічається на Малаккському півострові, в Індонезії, о.Нова Гвінея.

## Види
- Fejervarya modestus
- Fejervarya andamanensis
- Fejervarya brevipalmata
- Fejervarya keralensis
- Fejervarya murthii
- Fejervarya nepalensis
- Fejervarya nilagirica
- Fejervarya parambikulamana
- Fejervarya pierrei
- Fejervarya raja
- Fejervarya rufescens
- Fejervarya sauriceps
- Fejervarya syhadrensis
- Fejervarya teraiensis
- Fejervarya verruculosa
- Fejervarya vittigera
- Fejervarya nicobariensis
- Fejervarya sengupti
- Fejervarya mysorensis
- Fejervarya orissaensis
- Fejervarya iskandari
- Fejervarya sahyadris
- Fejervarya greenii
- Fejervarya kirtisinghei
- Fejervarya altilabris
- Fejervarya assimilis
- Fejervarya brama
- Fejervarya frithi
- Fejervarya triora
- Fejervarya sakishimensis
- Fejervarya caperata
- Fejervarya granosa
- Fejervarya kudremukhensis
- Fejervarya mudduraja
- Fejervarya chilapata
- Fejervarya limnocharis
- Fejervarya asmati
- Fejervarya cancrivora
- Fejervarya kawamurai
- Fejervarya multistriata
- Fejervarya moodiei